# Physodermataceae
Physodermatales, Physodermatomycetes
Classe
Ordre
Famille
Les Physodermataceae sont une famille de champignons chytrides, la seule de la classe des Physodermatomycetes et de l'ordre des Physodermatales.

## Liste des genres
Selon MycoBank (28 août 2023) :
- Oedomyces Sacc. ex Trab., 1894
- Paraphysoderma Boussiba, Zarka & T.Y. James, 2011
- Physoderma Wallr., 1833 (genre type)
- Urophlyctis J. Schröt., 1886

## Publications originales
Famille des Physodermataceae :
- (en) F. K. Sparrow, « Phycomycetes from the Douglas Lake Region of Northern Michigan », Mycologia, Mycological Society of America (d), NYBG et Taylor & Francis, vol. 44, no 6,‎ novembre 1952, p. 759-772 (ISSN 0027-5514 et 1557-2536, OCLC 1640733, DOI 10.1080/00275514.1952.12024235).

Ordre des Physodermatales :
- (en) Thomas Cavalier-Smith, « Early evolution of eukaryote feeding modes, cell structural diversity, and classification of the protozoan phyla Loukozoa, Sulcozoa, and Choanozoa », European Journal of Protistology, Elsevier, vol. 49, no 2,‎ 22 octobre 2012, p. 115-178 (ISSN 0932-4739, 1618-0429 et 0932-4739, PMID 23085100, DOI 10.1016/J.EJOP.2012.06.001, lire en ligne).

Classe des Physodermatomycetes :
- (en) Leho Tedersoo, Santiago Sánchez-Ramírez, Urmas Kõljalg, Mohammad Bahram, Markus Döring, Dmitry Schigel, Tom May, Martin Ryberg et Kessy Abarenkov, « High-level classification of the Fungi and a tool for evolutionary ecological analyses », Fungal Diversity, Springer Science+Business Media,‎ 16 mai 2018 (ISSN 1560-2745 et 1878-9129, DOI 10.1007/S13225-018-0401-0).